# Сахновская, Мирра Филипповна
Мирра Филипповна Сахновская (урожденная Марьям Файвелевна Гец; 12 июня 1897, Вильна — 31 июля 1937, Москва) — советский военачальник, разведчица, комдив.

## Биография
Марьям Файвелевна (Мирра Филипповна) Гец родилась в Вильне 12 июня (по старому стилю) 1897 года, в семье коллежского советника Файвела (Меера-Файвела) Бенцелевича Геца (1850, Россиены — 31 декабря 1931, Рига) и Хаи Самуиловны Гец, урожд. Самуэль (около 1869 — 2 февраля 1914, Рига). Отец, выпускник филологического отделения Дерптского университета и Института восточных языков в Санкт-Петербурге (1887), работал окружным инспектором еврейских школ Виленской губернии, публиковался в периодических изданиях на иврите, русском и немецком языках; впоследствии основал еврейскую гимназию в Москве (1917), а в эмиграции был директором еврейской учительской семинарии в Ковно (1920—1923) и до конца жизни директором еврейской гимназии «Тушия» в Риге. У неё были сёстры Лея (1893), Рахиль (1894), братья Бенцион (Беня, 1900) и Рафаил (1902). В Вильне семья проживала на Тамбовской улице, дом 8а. С началом Первой мировой войны семья эвакуировалась в Могилёв, затем в Витебск, а с 1917 года жила в Москве. Здесь родители развелись, и отец вторично женился на враче Амалии Борисовне Фрейдберг (1866—1932).
Член РКП(б) с 1918 года. С апреля 1918 года по январь 1919 года работала в Наркоминделе Украины, затем секретарём Предсовнаркома Х. Г. Раковского в Совете обороны Украины. Участник Гражданской войны, политработник 2-й Украинской и 44-й дивизий. Делегат X съезда РКП(б).
За отличие при ликвидации Кронштадтского мятежа как уполномоченная при 7-й армии награждена орденом Красного Знамени. В 1921 году она — первая и единственная женщина — слушатель Академии генштаба, которую окончила в 1924 году и поступила в распоряжение Разведывательного управления Полевого штаба Красной Армии. Под именем Марии Чубаревой ее отправили в Китай, где до 1926 года она работала в штабе Южной группы войск и преподавала в военной Академии Вампу, создав разветвлённую агентурную сеть. По возвращении в СССР вышла замуж за комбрига Иосифа Сахновского и продолжала служить в Разведуправлении. Ей было присвоено звание комбрига.
29 декабря 1928 года арестована по обвинению в троцкизме. 5 января 1929 года решением ОСО выслана в Сибирь на три года. 23 декабря 1929 года решение было отменено, а Сахновская восстановлена в ВКП(б).
В 1932 году она была назначена начальником учебного отдела Военно-технической академии Красной Армии в звании комдива, что соответствует современному званию генерал-майора. Тем самым она стала первой и единственной еврейкой, носившей в СССР генеральское звание.
В 1932—1934 годах — начальник спецотдела Разведупра РККА по подготовке партизан и военных кадров ИККИ.
В 1935 году была назначена начальником Симферопольской разведывательно-диверсионной школы.
Впоследствии занимала должность начальника санатория «Кичкинэ» Киевского военного округа.
Арестована 15 апреля 1937 года по ложному обвинению. 31 июля 1937 за участие в контрреволюционной террористической организации приговорена Военной коллегией Верховного суда к расстрелу. Приговор приведён в исполнение в тот же день. 29 октября 1959 года реабилитирована.

## Награды
- Орден Красного Знамени (1921) — приказ РВС № 93.